# Barry Roche
Barry Christopher Roche (Dublino, 6 aprile 1982) è un allenatore di calcio ed ex calciatore irlandese, di ruolo portiere.

## Carriera

### Club
Il 26 luglio 2005 - chiuso in rosa al Nottingham Forest da Darren Ward e Paul Gerrard - passa a parametro zero al Chesterfield, in League One, firmando un contratto valido per due stagioni. Il 21 maggio 2007 prolunga l'accordo con la società per altre due stagioni.
Il 19 giugno 2008 passa al Morecambe, in League Two. Il calciatore sottoscrive un contratto della durata di due anni. Il 28 maggio 2010 si accorda con la società sulla base di un rinnovo biennale. La stagione successiva viene nominato capitano della rosa.
Il 21 gennaio 2012 rinnova il proprio contratto fino al 2014. Il 3 maggio 2014 estende il proprio contratto fino al 30 giugno 2016. Il 2 febbraio 2016 una sua rete di testa su calcio d'angolo nei minuti di recupero consente agli Shrimps di pareggiare 1-1 contro il Portsmouth.

### Nazionale
Il 5 ottobre 2001 - dopo aver disputato due incontri con la selezione Under-17 - esordisce con l'Under-21 nell'incontro di qualificazione agli Europei Under-21 2002 disputato contro il Cipro (vinto 3-0).

## Statistiche

### Presenze e reti nei club
Statistiche aggiornate al 22 aprile 2019.
| Stagione                 | Squadra                  | Campionato               | Campionato | Campionato | Coppe nazionali | Coppe nazionali | Coppe nazionali | Coppe continentali | Coppe continentali | Coppe continentali | Altre coppe | Altre coppe | Altre coppe | Totale | Totale |
| Stagione                 | Squadra                  | Comp                     | Pres       | Reti       | Comp            | Pres            | Reti            | Comp               | Pres               | Reti               | Comp        | Pres        | Reti        | Pres   | Reti   |
| ------------------------ | ------------------------ | ------------------------ | ---------- | ---------- | --------------- | --------------- | --------------- | ------------------ | ------------------ | ------------------ | ----------- | ----------- | ----------- | ------ | ------ |
| 2000-2001                | Nottingham Forest        | FD                       | 2          | -2         | FACup+CdL       | 0               | 0               | -                  | -                  | -                  | -           | -           | -           | 2      | -2     |
| 2001-2002                | Nottingham Forest        | FD                       | 0          | 0          | FACup+CdL       | 0               | 0               | -                  | -                  | -                  | -           | -           | -           | 0      | 0      |
| 2002-2003                | Nottingham Forest        | FD                       | 1          | -2         | FACup+CdL       | 0               | 0               | -                  | -                  | -                  | -           | -           | -           | 1      | -2     |
| 2003-2004                | Nottingham Forest        | FD                       | 8          | -10        | FACup+CdL       | 0               | 0               | -                  | -                  | -                  | -           | -           | -           | 8      | -10    |
| 2004-2005                | Nottingham Forest        | FLC                      | 2          | -7         | FACup+CdL       | 0               | 0               | -                  | -                  | -                  | -           | -           | -           | 2      | -7     |
| Totale Nottingham Forest | Totale Nottingham Forest | Totale Nottingham Forest | 13         | -21        |                 | 0               | 0               |                    | -                  | -                  |             | -           | -           | 13     | -21    |
| 2005-2006                | Chesterfield             | FL1                      | 41         | -62        | FACup+CdL       | 2+0             | -2              | -                  | -                  | -                  | FLT         | 1           | -2          | 44     | -66    |
| 2006-2007                | Chesterfield             | FL1                      | 40         | -47        | FACup+CdL       | 1+4             | -1 + -5         | -                  | -                  | -                  | FLT         | 3           | -8          | 48     | -61    |
| 2007-2008                | Chesterfield             | FL2                      | 45         | -54        | FACup+CdL       | 1+1             | -2 + -3         | -                  | -                  | -                  | FLT         | 1           | -3          | 48     | -62    |
| Totale Chesterfield      | Totale Chesterfield      | Totale Chesterfield      | 126        | -163       |                 | 9               | -13             |                    | -                  | -                  |             | 5           | -13         | 140    | -189   |
| 2008-2009                | Morecambe                | FL2                      | 46         | -56        | FACup+CdL       | 2+1             | -4 + -4         | -                  | -                  | -                  | FLT         | 3           | -3          | 52     | -67    |
| 2009-2010                | Morecambe                | FL2                      | 42+2       | -53 + -7   | FACup+CdL       | 2+1             | -3 + -5         | -                  | -                  | -                  | FLT         | 1           | -2          | 48     | -70    |
| 2010-2011                | Morecambe                | FL2                      | 42         | -68        | FACup+CdL       | 1+2             | -1 + -3         | -                  | -                  | -                  | FLT         | 1           | -1          | 46     | -73    |
| 2011-2012                | Morecambe                | FL2                      | 44         | -55        | FACup+CdL       | 1+2             | -2 + -2         | -                  | -                  | -                  | FLT         | 1           | -2          | 48     | -61    |
| 2012-2013                | Morecambe                | FL2                      | 42         | -56        | FACup+CdL       | 3+2             | -3 + -3         | -                  | -                  | -                  | FLT         | 0           | 0           | 47     | -62    |
| 2013-2014                | Morecambe                | FL2                      | 45         | -61        | FACup+CdL       | 1+2             | -3 + -2         | -                  | -                  | -                  | FLT         | 0           | 0           | 48     | -66    |
| 2014-2015                | Morecambe                | FL2                      | 14         | -13        | FACup+CdL       | 0+1             | -1              | -                  | -                  | -                  | FLT         | 2           | -4          | 17     | -18    |
| 2015-2016                | Morecambe                | FL2                      | 42         | -74        | FACup+CdL       | 2+1             | -4 + -1         | -                  | -                  | -                  | FLT         | 3           | 0           | 48     | -79    |
| 2016-2017                | Morecambe                | FL2                      | 41         | -67        | FACup+CdL       | 2+2             | -3 + -6         | -                  | -                  | -                  | FLT         | 0           | 0           | 45     | -76    |
| 2017-2018                | Morecambe                | FL2                      | 42         | -44        | FACup+CdL       | 2+0             | -2              | -                  | -                  | -                  | FLT         | 0           | 0           | 44     | -46    |
| 2018-2019                | Morecambe                | FL2                      | 20         | -32        | FACup+CdL       | 0+1             | -3              | -                  | -                  | -                  | FLT         | 1           | -2          | 22     | -37    |
| Totale Morecambe         | Totale Morecambe         | Totale Morecambe         | 420+2      | -579 + -7  |                 | 31              | -55             |                    | -                  | -                  |             | 12          | -14         | 465    | -655   |
| Totale carriera          | Totale carriera          | Totale carriera          | 561        | -770       |                 | 40              | -68             |                    | -                  | -                  |             | 17          | -27         | 618    | -865   |